# 永貞樓
永貞樓位於中華人民共和國廣東省河源市和平縣林寨鎮興井村內，是典型的客家四角圍屋。由清乾隆甲寅歲馳贈朝議大夫從四品候選知府陳興堂興建。